# Karl Eitner
Karl Eduard Julius Eitner (* 14. Juli 1805 in Herrnstadt; † 7. November 1884 in Weimar) war ein deutscher Schriftsteller, Übersetzer und Privatgelehrter.

## Leben
Eitner studierte in Breslau Theologie und Philosophie und erwarb einen Doktortitel. Seinen Wohnsitz nahm er als Gesellschafter und Sekretär bei dem schwer erkrankten Baron Eugen von Vaerst im schlesischen Herrendorf bei Soldin, dem Rittergut, das Vaersts Bruder Hermann Hans von Vaerst gehörte. Ab 1858 lebte er in Weimar. In den 1870er Jahren wurde er Empfänger einer lebenslänglichen Beihilfe der Deutschen Schillerstiftung. Er war gut befreundet mit dem Maler Adolph Menzel, der ihn porträtierte und mit dem er einen Briefwechsel führte. Im November 1884 setzte er seinem Leben selbst ein Ende.
Am bekanntesten ist heute noch seine Übersetzung von Dantes Göttlicher Komödie in ungereimten Jamben.

## Werke
- Synchronistische Tabellen zur vergleichenden Uebersicht der Geschichte der deutschen National-Literatur.  Kern, Breslau 1856; urn:nbn:de:bvb:12-bsb10679177-5.

## Übersetzungen
- Dante: Göttliche Komödie. In Jamben übertragen. Bibliographisches Institut, Hildburghausen 1865
  - Erster Theil: Die Hölle; urn:nbn:de:bvb:12-bsb11254896-4.
  - Zweiter Theil: Das Fegefeuer; urn:nbn:de:bvb:12-bsb11254897-0.
  - Dritter Theil: Das Paradies; urn:nbn:de:bvb:12-bsb11254898-5.
- Rudolph Töpffer: Rosa und Gertrud : eine Genfer Novelle. Bibliographisches Institut, Hildburghausen 1865; urn:nbn:de:bvb:12-bsb11719412-1.
- Henri Bernardin de Saint-Pierre: Paul und Virginie und Die indische Hütte. Bibliographisches Institut, Hildburghausen 1866; urn:nbn:de:bvb:12-bsb11719280-7.
- John Milton: Das Verlorene Paradies. Episches Gedicht, Bibliographisches Institut, Hildburghausen 1867; urn:nbn:de:bvb:12-bsb10747752-0.
- Luís de Camões: Die Lusiaden. Heroisch-episches Gedicht. Aus dem Portugiesischen in Jamben übertragen, Bibliographisches Institut, Hildburghausen 1869; urn:nbn:de:bvb:12-bsb10608414-5.
- Lawrence Sterne: Sternes empfindsame Reise. Aus dem Englischen, Bibliographisches Institut, Hildburghausen 1869; urn:nbn:de:bvb:12-bsb11338360-0.
- Oliver Goldsmith: Der Landprediger von Wakefield. Bibliographisches Institut, Hildburghausen 1870; urn:nbn:de:bvb:12-bsb11415189-3.
- Jean de La Bruyère: Die Charaktere oder Die Sitten im Zeitalter Ludwigs XIV. Aus dem Französischen übersetzt, Bibliographisches Institut, Hildburghausen 1870; urn:nbn:de:bvb:12-bsb11013309-2.
- Die Romanzen vom Cid. Bibliographisches Institut, Hildburghausen 1871; urn:nbn:de:bvb:12-bsb11016522-6.
- Henry Crabb Robinson: Ein Engländer über deutsches Geistesleben im ersten Drittel dieses Jahrhunderts. Böhlau, Weimar 1871.